# Da Himmegugga
Da Himmegugga (bairisch für: „Der Himmelgucker“) ist ein  bayerisches Theaterstück von Anna Elfriede Ringsgwandl. Geschrieben wurde es 2002, die Uraufführung fand am 19. August 2006 statt. Die 1.000ste Aufführung war am 6. Juni 2016 im Theaterzelt Riedering. Für Ende 2019 steht die 1.300ste Aufführung auf dem Spielplan. Eine Absetzung des Stücks ist nicht vorgesehen.

## Das Theaterstück
Das Theaterstück Da Himmegugga mischt Elemente des Volkstheaters mit Slapstick-Einlagen, Auftritten von Handpuppen und einem live gesungenen Lied. Dieser Titelsong mischt ein zentrales Motiv des Stückes mit Pop-Rhythmik zu einem wirksamen „Ohrwurm.“
Erzählt wird die Geschichte eines Sonderlings und Erfinders von skurrilen Alltags-Geräten. Er ist dem Spott seiner dörflichen Umwelt ausgeliefert, zieht sich deshalb immer mehr von den Menschen und der Welt zurück und sucht stattdessen den Kontakt zu den Bewohnern des Weltalls. Durch Lichtsignale versucht er hartnäckig, diese zu Reaktionen zu bewegen, denn von ihnen erhofft er sich die Antwort auf die Sinnfrage, die ihn plagt. 
Schauplatz ist seine Werkstatt voller verrückter Erfindungen und „nützlichem“ Gerümpel (das Bühnenbild soll auf engstem Raum aus über 1.000 Einzelteilen bestehen). Den „Himmegugga“, so sein Spitzname, plagt nicht nur die Sinnfrage, sondern vor allem lästige Nachbarn, neugierige Kinder und immer wieder Telefonanrufe, vor denen er gerne aufs Kanapee unter die Decke flüchtet. Allein seine Tochter Maria hält zu ihm, kümmert sich und hilft ihm bei all seinen Verrücktheiten.
Als die NASA anruft ist klar, dass die Lichtsignale bemerkt wurden und Außerirdische auf dem Weg zu ihm sind. Das Treffen klappt aber erst, als diese Marias Lied hören. Sie singt es in allen Sprachen, zum Schluss auch auf Bairisch, was letztlich den Ausschlag für ihr Erscheinen gibt: Eine himmlische Abgesandte steht, umgeben von sphärischen Licht-Effekten, mitten in der Werkstatt und beantwortet Josef Hufnagl, dem „Himmegugga,“ seine quälende Frage nach Gott und der Welt. Die Weisheiten aus dem All wie: ...verzeih die Fehler der anderen, dann findest du Gott in dir selbst, bringen Josef Hufnagl wieder zurück ins normale Leben und unter die Menschen. 

## Besetzung
Die Hauptrolle des Himmeguggas wurde u. a. von Sebastian Huber, Grafiker, Schauspieler, Theater- und Kinderbuch-Autor aus Breitbrunn gespielt. 2018 kam Uli Bauer als Besetzung für die Hauptrolle hinzu. Er war u. a. Double bei der jährlichen TV-Übertragung vom Münchner Nockherberg. 
Die weibliche Hauptrolle der Maria wird seit 2006 vorwiegend in Alleinbesetzung von Maria Imania (* 1981) verkörpert. Imania ist die Tochter der Stückautorin Elfriede Ringsgwandl und lebt in Berlin. Sie hat den Titelsong komponiert.

## Das Theaterzelt
Im Jahr 2002 errichtete Erwin Ringsgwandl in Ecking ein Theaterzelt mit ca. 100 Plätzen. Da Himmegugga wurde in diesem Zelt bis Ende 2011 aufgeführt, außerdem waren Zelt und Stück zwei Mal Teil des Tollwood-Festivals in München. 
Für ihr neues großes Theaterstück „Gsindlkind“ ließ Anna Elfriede Ringsgwandl im August 2011 südlich von Riedering ein viermastiges Palastzelt mit einer Fläche von 600 Quadratmetern aufstellen. Unter seinem Dach fand das Eckinger Zelt als Original-Aufführungsort und zweite Bühne wieder seinen Platz. Durch mehrfache Optimierung von Bestuhlung und Zugang ist heute vom alten Zelt, bis auf das unverwechselbare Bühnenbild, nicht mehr viel zu sehen. 
Die E.& E. Ringsgwandl GbR beschäftigt am neuen Standort im Riederinger Theaterzelt rund 50 Mitarbeiter, darunter auch Profi-Schauspieler wie Manfred Stecher und Sebastian Fischer.

## Auszeichnungen
Das „Himmegugga Theater“ wurde 2017 mit dem Kulturpreis der Stadt Rosenheim ausgezeichnet 
2018 wurde das Theaterstück „Himmegugga“ mit dem Oberbayerischem Kulturpreis ausgezeichnet.